# Phanerotoma atra
Phanerotoma atra är en stekelart som beskrevs av Snoflak 1951. Phanerotoma atra ingår i släktet Phanerotoma och familjen bracksteklar. Enligt den finländska rödlistan är arten otillräckligt studerad i Finland. Inga underarter finns listade i Catalogue of Life.